# لله مرز (ميان كالة)
لله مرز (بالفارسية: الله مرز) هي قرية تقع في إيران في مازندران. يقدر عدد سكانها بـ 516 نسمة .